# NGC 6143
NGC 6143 ist eine 13,1 mag helle Balkenspiralgalaxie vom Hubble-Typ SBbc im Sternbild Drache am Nordsternhimmel. Sie ist schätzungsweise 245 Millionen Lichtjahre von der Milchstraße entfernt und hat einen Durchmesser von etwa 70.000 Lj.
Das Objekt wurde am 24. April 1789 von Wilhelm Herschel mit einem 18,7-Zoll-Spiegelteleskop entdeckt, der sie dabei mit „pB, iR, vgvlbM“ beschrieb.